# Ausfertigung (Aktenkunde)
Als Ausfertigung bezeichnet man in der Aktenkunde und Quellenedition diejenige Fassung eines Schriftstücks, die zu seinem Adressaten auf den Weg gebracht worden ist, im Unterschied zu der beim Aussteller verbliebenen Fassung. Der Begriff zielt nicht auf die Unterscheidung zwischen Konzept und Reinschrift bzw. zwischen Urschrift und Abschrift, wird aber oft fälschlich in diesem Sinne verwendet.

## Genese eines Schriftstücks
Ein Schriftstück wie ein privater Brief oder ein behördliches Schreiben durchläuft bei seiner Entstehung normalerweise verschiedene Stadien. Zumeist wird es erst als Konzept entworfen (oft ohne die formellen Anfangs- und Schlusswendungen der endgültigen Fassung), dann (eventuell mehrfach) überarbeitet und korrigiert, um am Ende in Form einer unterschriebenen (vollzogenen) Reinschrift (die wiederum Korrekturen oder Ergänzungen enthalten kann) seinem Adressaten zugeleitet zu werden. 
Manche Schriftstücke gelangen nie zur Ausfertigung, etwa weil die Korrespondenz bzw. der Geschäftsgang vorher abgebrochen wird; trotzdem bleiben dann oft Konzepte oder Reinschriften, mitunter sogar unterzeichnete Reinschriften, erhalten. Von einer Ausfertigung spricht man aber nur dann, wenn das Schriftstück tatsächlich an seinen Adressaten abgegangen ist; erreicht es ihn, spricht man von einer behändigten Ausfertigung. 
Die für die Ausfertigung benutzte Vorlage wird vom Aussteller in der Regel aufbewahrt; eine Behörde nimmt sie „zu den Akten“. Gelegentlich bleiben auch mehrere Vorgängerfassungen erhalten, die sowohl Konzepte als auch Reinschriften oder Abschriften sein können. Ausschlaggebendes Kriterium für eine Ausfertigung ist also nicht die Reinschrift oder die Unterzeichnung des Schriftstücks, sondern allein sein Abgang an den Adressaten – sogar unabhängig davon, ob es bei ihm tatsächlich ankommt oder nicht, denn die Ausfertigung kann auch unterwegs verlorengehen, abgefangen werden oder mangels Zustellbarkeit zum Absender zurückkehren.